# Brian Williams (journalist)
Brian Douglas Williams, född 5 maj 1959 i Elmira, New York, är en amerikansk journalist och nyhetsankare. Williams är mest känd för sitt tioåriga arbete som nyhetsankare på NBC Nightly News. I februari 2015 blev Williams avstängd i sex månader från Nightly News på grund av sin felrapportering från Irakkriget 2003"
Han har två barn varav ett är skådespelaren Allison Williams.